# Evangeliario de la coronación

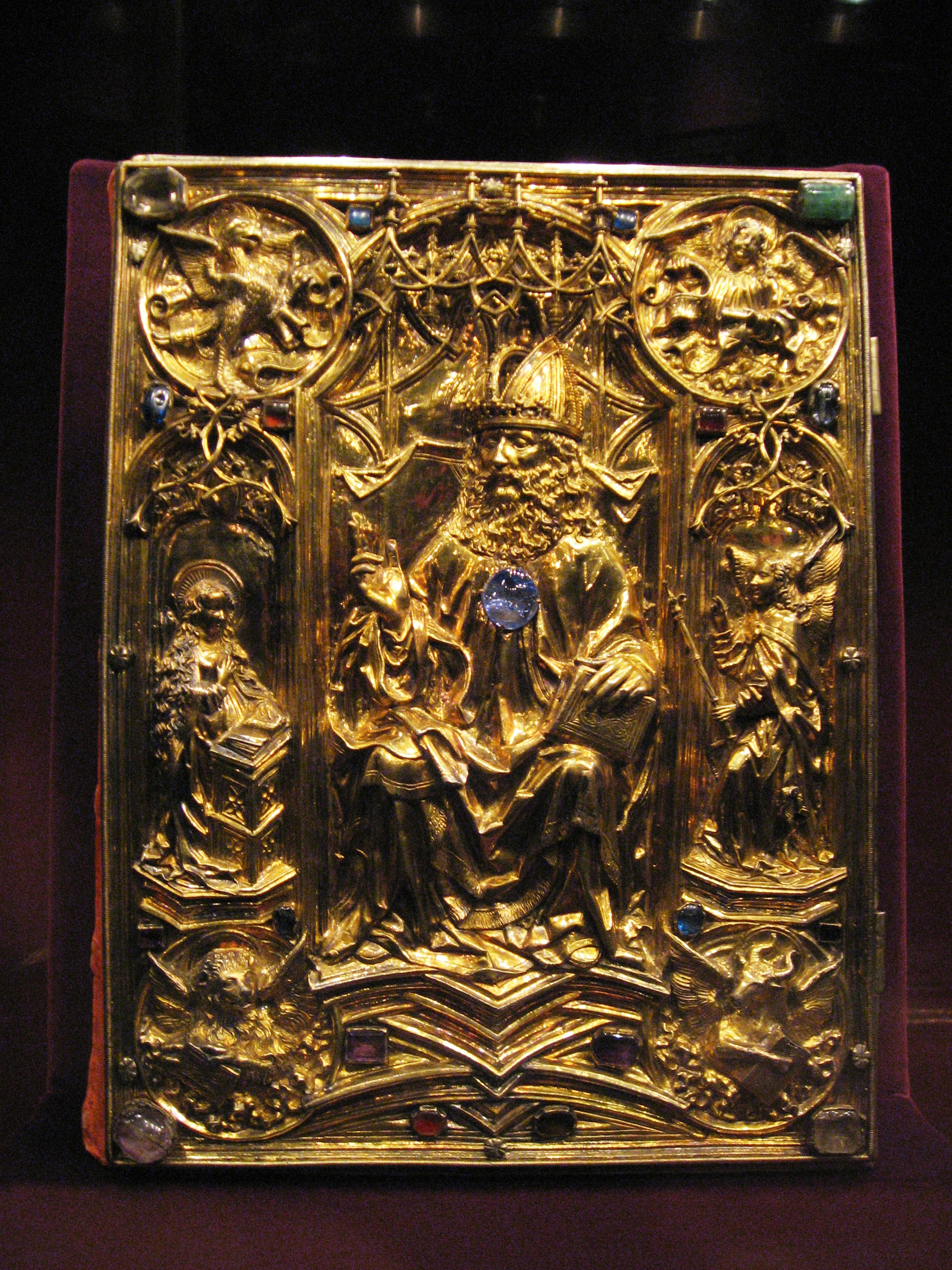
Cubierta de plata del evangeliario de la coronación, creada por Hans von Reutlingen alrededor de 1500, conservada en el Tesoro de Viena.

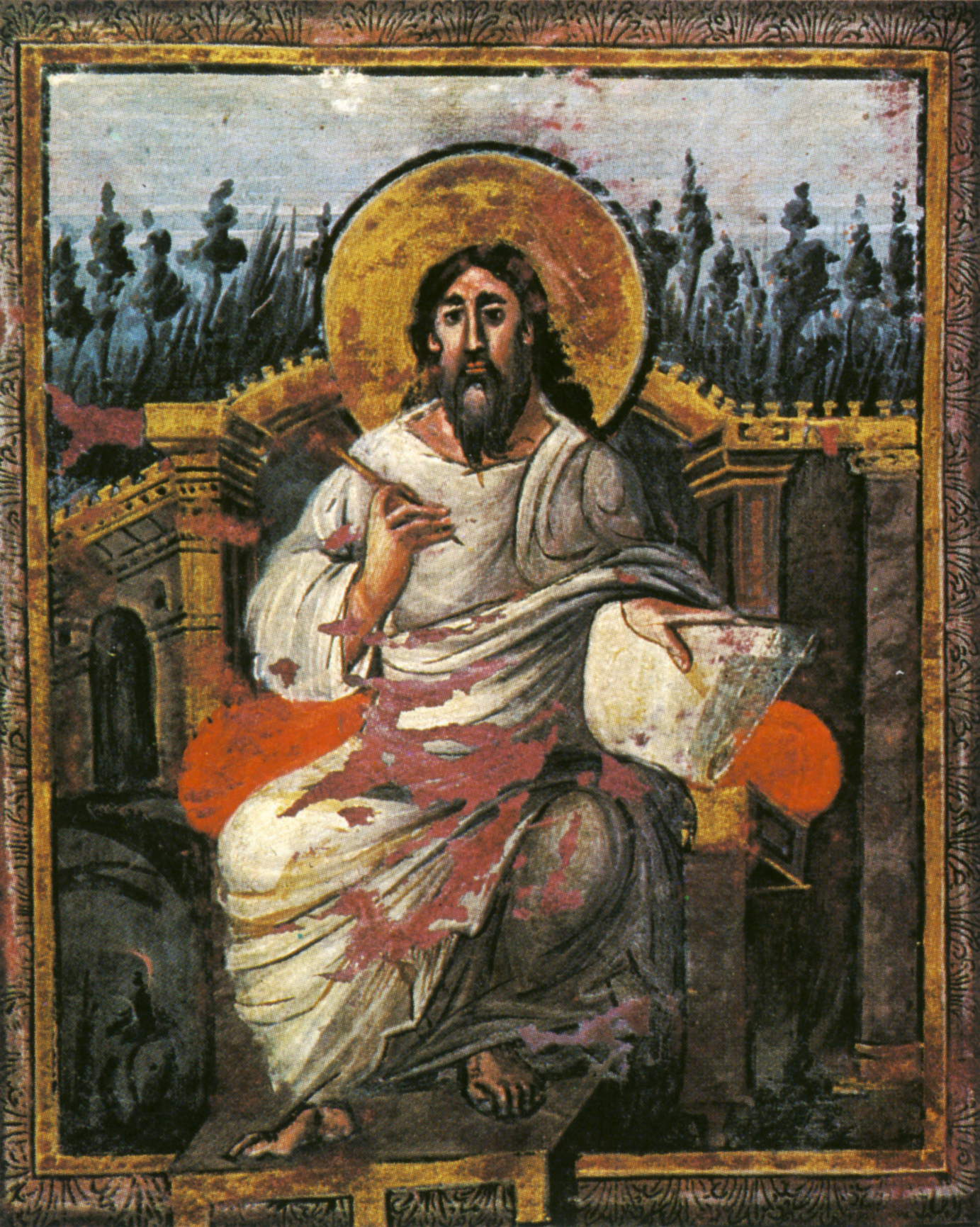
Evangelista Juan (fol. 178)

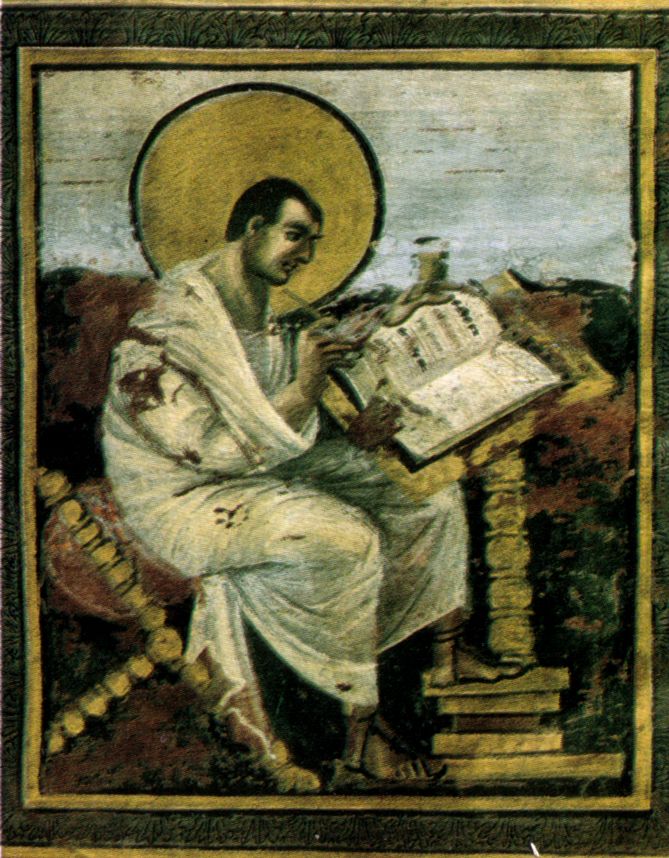
Evangelista Mateo (fol. 15)

El evangeliario de la coronación o evangeliario imperial es un manuscrito iluminado carolingio elaborado poco antes del año 800 en la llamada escuela palatina de Carlomagno en el palacio real de Aquisgrán y que se conservó hasta 1794 en el tesoro del monasterio de Santa María de esa ciudad, actualmente en el tesoro de la catedral de Aquisgrán. Es la obra principal de un grupo de manuscritos que también recibe el nombre de grupo de los Evangeliarios de la Coronación de Viena.

## Descripción
El evangeliario está iluminado con cuatro imágenes a toda página de los evangelistas y 16 sacras o tablillas. Está escrito con tinta dorada y plateada en un pergamino de color púrpura. Estilísticamente, los manuscritos del grupo de los evangeliarios de la coronación de Viena no tienen predecesores en su época en el norte de Europa. El virtuosismo con el que se realizaban las formas de la antigüedad tardía debió ser aprendido por los artistas en Bizancio, quizá también en Italia. En comparación con las obras de la escuela de la corte de Carlomagno, activa en la misma época y en el mismo lugar y que también se denomina "grupo de Ada" por su manuscrito principal, las iluminaciones de la escuela de palacio carecen en particular del horror vacui, del miedo al vacío del espacio. Las figuras de los evangelistas se representan en la actitud de los filósofos antiguos. Los cuerpos fuertemente modelados, los paisajes aéreos e inundados de luz, así como las personificaciones y otros motivos clásicos, confieren a las obras de este grupo de manuscritos el carácter atmosférico e ilusionista de la iluminación de libros de la antigüedad tardía.
En vida de Carlomagno, el grupo del evangeliario de la coronación de Viena parece haber sido un caso especial relativamente aislado de la iluminación de libros, a la sombra de la escuela de la corte. Sin embargo, tras la muerte de Carlomagno, fue esta escuela de pintura la que ejerció una influencia mucho más fuerte en la iluminación de libros carolingios que el grupo de Ada.
Según la leyenda, Otón III encontró el magnífico manuscrito cuando abrió la tumba de Carlomagno en el año 1000. Desde entonces, el manuscrito, que es también el más importante artísticamente dentro del grupo de manuscritos, ha formado parte de las joyas del Reich y los reyes alemanes juraron la coronación del emperador del Sacro Imperio Romano Germánico sobre este Evangeliario. Alrededor del año 1500, el libro fue dotado de una preciosa cubierta de plata dorada, obra del orfebre de Aquisgrán Hans von Reutlingen. Durante la primera guerra de Coalición, el códice viajó de Aquisgrán a Paderborn en 1794 y luego a Viena en 1811, donde se encuentra ahora en el Museo de Historia del Arte de Viena en la cámara del tesoro (Inv. XIII 18).

## Facsímil
En 2012, bajo la supervisión de Franz Kirchweger, responsable de la cámara del Tesoro, se realizaron 333 facsímiles del evangeliario junto con las magníficas cubiertas.